# Convocazioni per il campionato mondiale di calcio 1966
Elenco dei giocatori convocati da ciascuna Nazionale partecipante ai Mondiali di calcio 1966.
L'età dei giocatori riportata è relativa all'11 luglio, data di inizio della manifestazione.

## Gruppo A

### Inghilterra
Allenatore:  Alf Ramsey
| N. | Pos. | Giocatore       | Data nascita (età)          | Pres. | Squadra        |
| -- | ---- | --------------- | --------------------------- | ----- | -------------- |
| 1  | P    | Gordon Banks    | 30 dicembre 1937 (28 anni)  | 27    | Leicester City |
| 2  | D    | George Cohen    | 22 ottobre 1939 (26 anni)   | 24    | Fulham         |
| 3  | D    | Ray Wilson      | 17 dicembre 1934 (31 anni)  | 45    | Everton        |
| 4  | C    | Nobby Stiles    | 18 maggio 1942 (24 anni)    | 14    | Manchester Utd |
| 5  | D    | Jack Charlton   | 8 maggio 1935 (31 anni)     | 16    | Leeds Utd      |
| 6  | D    | Bobby Moore     | 12 aprile 1941 (25 anni)    | 41    | West Ham Utd   |
| 7  | C    | James Alan Ball | 12 maggio 1945 (21 anni)    | 10    | Blackpool      |
| 8  | A    | Jimmy Greaves   | 20 febbraio 1940 (26 anni)  | 51    | Tottenham      |
| 9  | C    | Bobby Charlton  | 11 ottobre 1937 (28 anni)   | 68    | Manchester Utd |
| 10 | A    | Geoff Hurst     | 8 dicembre 1941 (24 anni)   | 4     | West Ham Utd   |
| 11 | A    | John Connelly   | 18 luglio 1938 (27 anni)    | 19    | Manchester Utd |
| 12 | P    | Ron Springett   | 22 luglio 1935 (30 anni)    | 33    | Sheffield Weds |
| 13 | P    | Peter Bonetti   | 27 settembre 1941 (24 anni) | 1     | Chelsea        |
| 14 | D    | Jimmy Armfield  | 21 settembre 1935 (30 anni) | 43    | Blackpool      |
| 15 | D    | Gerry Byrne     | 29 agosto 1938 (27 anni)    | 2     | Liverpool      |
| 16 | C    | Martin Peters   | 8 novembre 1943 (22 anni)   | 3     | West Ham Utd   |
| 17 | D    | Ron Flowers     | 28 luglio 1934 (31 anni)    | 49    | Wolverhampton  |
| 18 | D    | Norman Hunter   | 24 ottobre 1943 (22 anni)   | 4     | Leeds Utd      |
| 19 | A    | Terry Paine     | 23 marzo 1939 (27 anni)     | 18    | Southampton    |
| 20 | A    | Ian Callaghan   | 10 aprile 1942 (24 anni)    | 1     | Liverpool      |
| 21 | A    | Roger Hunt      | 20 luglio 1938 (27 anni)    | 13    | Liverpool      |
| 22 | C    | George Eastham  | 23 settembre 1936 (29 anni) | 19    | Arsenal        |

### Francia
Allenatore:  Henri Guérin
| N. | Pos. | Giocatore           | Data nascita (età)         | Pres. | Squadra         |
| -- | ---- | ------------------- | -------------------------- | ----- | --------------- |
| 1  | P    | Marcel Aubour       | 17 giugno 1940 (26 anni)   | 11    | Olympique Lione |
| 2  | D    | Marcel Artélésa     | 2 luglio 1938 (28 anni)    | 17    | Monaco          |
| 3  | A    | Edmond Baraffe      | 19 ottobre 1942 (23 anni)  | 3     | Tolosa          |
| 4  | C    | Joseph Bonnel       | 4 gennaio 1939 (27 anni)   | 18    | Valenciennes    |
| 5  | D    | Bernard Bosquier    | 19 giugno 1942 (24 anni)   | 9     | Sochaux         |
| 6  | D    | Robert Budzynski    | 21 maggio 1940 (26 anni)   | 4     | Nantes          |
| 7  | D    | André Chorda        | 20 febbraio 1938 (28 anni) | 20    | Bordeaux        |
| 8  | A    | Nestor Combin       | 29 dicembre 1940 (25 anni) | 6     | Varese          |
| 9  | A    | Didier Couécou      | 25 luglio 1944 (21 anni)   | 0     | Bordeaux        |
| 10 | D    | Héctor De Bourgoing | 23 luglio 1934 (31 anni)   | 2     | Bordeaux        |
| 11 | D    | Gabriel De Michèle  | 6 marzo 1941 (25 anni)     | 0     | Nantes          |
| 12 | D    | Jean Djorkaeff      | 27 ottobre 1939 (26 anni)  | 7     | Olympique Lione |
| 13 | A    | Philippe Gondet     | 17 maggio 1942 (24 anni)   | 5     | Nantes          |
| 14 | A    | Gérard Hausser      | 18 marzo 1939 (27 anni)    | 9     | Strasburgo      |
| 15 | C    | Yves Herbet         | 17 agosto 1945 (20 anni)   | 4     | Sedan           |
| 16 | C    | Robert Herbin       | 30 marzo 1939 (27 anni)    | 17    | Saint-Étienne   |
| 17 | C    | Lucien Muller       | 3 settembre 1934 (31 anni) | 16    | Barcellona      |
| 18 | D    | Jean-Claude Piumi   | 27 maggio 1940 (26 anni)   | 2     | Valenciennes    |
| 19 | A    | Laurent Robuschi    | 5 ottobre 1935 (30 anni)   | 4     | Bordeaux        |
| 20 | A    | Jacques Simon       | 25 marzo 1941 (25 anni)    | 5     | Nantes          |
| 21 | P    | Georges Carnus      | 13 agosto 1942 (23 anni)   | 1     | Stade Français  |
| 22 | P    | Johnny Schuth       | 7 dicembre 1941 (24 anni)  | 0     | Strasburgo      |

### Messico
Allenatore:  Ignacio Tréllez
| N. | Pos. | Giocatore           | Data nascita (età)          | Pres. | Squadra      |
| -- | ---- | ------------------- | --------------------------- | ----- | ------------ |
| 1  | P    | Antonio Carbajal    | 7 giugno 1929 (37 anni)     |       | León         |
| 2  | D    | Arturo Chaires      | 14 marzo 1937 (29 anni)     |       | Guadalajara  |
| 3  | D    | Gustavo Peña        | 22 novembre 1941 (24 anni)  |       | Oro          |
| 4  | D    | Jesús del Muro      | 30 novembre 1937 (28 anni)  |       | Veracruz     |
| 5  | C    | Ignacio Jáuregui    | 31 luglio 1938 (27 anni)    |       | Monterrey    |
| 6  | C    | Isidoro Díaz        | 14 marzo 1940 (26 anni)     |       | Guadalajara  |
| 7  | A    | Felipe Ruvalcaba    | 16 febbraio 1941 (25 anni)  |       | Oro          |
| 8  | A    | Aarón Padilla       | 10 luglio 1942 (24 anni)    |       | Pumas UNAM   |
| 9  | C    | Ernesto Cisneros    | 26 ottobre 1940 (25 anni)   |       | Atlas        |
| 10 | A    | Javier Fragoso      | 19 aprile 1942 (24 anni)    |       | América      |
| 11 | A    | Francisco Jara      | 3 febbraio 1941 (25 anni)   |       | Tigres UANL  |
| 12 | P    | Ignacio Calderón    | 13 dicembre 1943 (22 anni)  |       | Guadalajara  |
| 13 | C    | José Luis González  | 14 settembre 1942 (23 anni) |       | Necaxa       |
| 14 | D    | Gabriel Núñez       | 6 febbraio 1942 (24 anni)   |       | CD Zacatepec |
| 15 | C    | Guillermo Hernández | 25 giugno 1942 (24 anni)    |       | Atlas        |
| 16 | C    | Luis Regueiro       | 22 dicembre 1943 (22 anni)  |       | Pumas UNAM   |
| 17 | C    | Magdaleno Mercado   | 4 aprile 1944 (22 anni)     |       | Atlas        |
| 18 | A    | Elías Muñoz         | 3 novembre 1941 (24 anni)   |       | Tigres UANL  |
| 19 | A    | Salvador Reyes      | 20 settembre 1936 (29 anni) |       | Guadalajara  |
| 20 | A    | Enrique Borja       | 20 dicembre 1945 (20 anni)  |       | Pumas UNAM   |
| 21 | A    | Ramiro Navarro      | 25 maggio 1943 (23 anni)    |       | Oro          |
| 22 | P    | Javier Vargas       | 22 novembre 1941 (24 anni)  |       | Atlas        |

### Uruguay
Allenatore:  Ondino Viera
| N. | Pos. | Giocatore             | Data nascita (età)         | Pres. | Squadra           |
| -- | ---- | --------------------- | -------------------------- | ----- | ----------------- |
| 1  | P    | Ladislao Mazurkiewicz | 14 febbraio 1945 (21 anni) | 6     | Peñarol           |
| 2  | D    | Horacio Troche        | 14 febbraio 1936 (30 anni) | 25    | Cerro             |
| 3  | D    | Jorge Manicera        | 4 novembre 1938 (27 anni)  | 15    | Nacional          |
| 4  | C    | Pablo Forlán          | 14 luglio 1945 (20 anni)   | 2     | Peñarol           |
| 5  | D    | Néstor Gonçalves      | 27 aprile 1936 (30 anni)   | 37    | Peñarol           |
| 6  | C    | Omar Caetano          | 8 novembre 1938 (27 anni)  | 12    | Peñarol           |
| 7  | C    | Julio César Cortés    | 29 marzo 1941 (25 anni)    | 12    | Peñarol           |
| 8  | A    | José Urruzmendi       | 25 agosto 1944 (21 anni)   | 12    | Nacional          |
| 9  | A    | José Sacía            | 27 dicembre 1933 (32 anni) | 43    | Defensor Sporting |
| 10 | A    | Pedro Rocha           | 3 dicembre 1942 (23 anni)  | 20    | Peñarol           |
| 11 | A    | Domingo Pérez         | 7 giugno 1936 (30 anni)    | 19    | Nacional          |
| 12 | P    | Roberto Sosa          | 14 giugno 1935 (31 anni)   | 19    | Nacional          |
| 13 | D    | Nelson Díaz           | 12 gennaio 1942 (24 anni)  | 8     | Peñarol           |
| 14 | D    | Emilio Álvarez        | 10 febbraio 1939 (27 anni) | 15    | Nacional          |
| 15 | D    | Luis Ubiña            | 7 giugno 1940 (26 anni)    | 4     | Rampla Juniors    |
| 16 | D    | Eliseo Álvarez        | 9 agosto 1940 (25 anni)    | 6     | Rampla Juniors    |
| 17 | C    | Carlos Héctor Silva   | 27 novembre 1939 (26 anni) | 8     | Danubio           |
| 18 | A    | Milton Viera          | 11 maggio 1946 (20 anni)   | 2     | Nacional          |
| 19 | C    | Héctor Silva          | 1º febbraio 1940 (26 anni) | 18    | Peñarol           |
| 20 | D    | Luis Ramos            | 9 ottobre 1939 (26 anni)   | 2     | Nacional          |
| 21 | C    | Víctor Espárrago      | 6 ottobre 1944 (21 anni)   | 6     | Nacional          |
| 22 | P    | Walter Taibo          | 7 marzo 1931 (35 anni)     | 31    | Peñarol           |

## Gruppo B

### Argentina
Allenatore:  Juan Carlos Lorenzo
| N. | Pos. | Giocatore              | Data nascita (età)          | Pres. | Squadra       |
| -- | ---- | ---------------------- | --------------------------- | ----- | ------------- |
| 1  | P    | Antonio Roma           | 13 luglio 1932 (33 anni)    |       | Boca Juniors  |
| 2  | P    | Rolando Irusta         | 27 marzo 1938 (28 anni)     |       | Lanús         |
| 3  | P    | Hugo Gatti             | 19 agosto 1944 (21 anni)    |       | River Plate   |
| 4  | D    | Roberto Perfumo        | 3 ottobre 1942 (23 anni)    |       | Racing Club   |
| 5  | C    | José Varacka           | 27 maggio 1932 (34 anni)    |       | Racing Club   |
| 6  | C    | Oscar Calics           | 18 novembre 1939 (26 anni)  |       | San Lorenzo   |
| 7  | D    | Silvio Marzolini       | 4 ottobre 1940 (25 anni)    |       | Boca Juniors  |
| 8  | D    | Roberto Ferreiro       | 25 aprile 1935 (31 anni)    |       | Independiente |
| 9  | C    | Carmelo Simeone        | 22 settembre 1934 (31 anni) |       | Boca Juniors  |
| 10 | C    | Antonio Rattín         | 16 maggio 1937 (29 anni)    |       | Boca Juniors  |
| 11 | C    | José Omar Pastoriza    | 23 maggio 1942 (24 anni)    |       | Independiente |
| 12 | C    | José Rafael Albrecht   | 23 agosto 1941 (24 anni)    |       | San Lorenzo   |
| 13 | D    | Nelson López           | 24 giugno 1941 (25 anni)    |       | Banfield      |
| 14 | A    | Mario Chaldú           | 6 giugno 1942 (24 anni)     |       | San Lorenzo   |
| 15 | C    | Jorge Solari           | 11 novembre 1941 (24 anni)  |       | River Plate   |
| 16 | A    | Alberto Mario González | 21 agosto 1941 (24 anni)    |       | Boca Juniors  |
| 17 | C    | Juan Carlos Sarnari    | 22 gennaio 1942 (24 anni)   |       | River Plate   |
| 18 | A    | Alfredo Rojas          | 20 febbraio 1937 (29 anni)  |       | Boca Juniors  |
| 19 | C    | Luis Artime            | 2 dicembre 1938 (27 anni)   |       | Independiente |
| 20 | A    | Ermindo Onega          | 30 aprile 1940 (26 anni)    |       | River Plate   |
| 21 | A    | Oscar Más              | 29 ottobre 1946 (19 anni)   |       | River Plate   |
| 22 | A    | Aníbal Tarabini        | 4 agosto 1941 (24 anni)     |       | Independiente |

### Spagna
Allenatore:  José Villalonga Llorente
| N. | Pos. | Giocatore         | Data nascita (età)          | Pres. | Squadra         |
| -- | ---- | ----------------- | --------------------------- | ----- | --------------- |
| 1  | P    | José Ángel Iribar | 1º marzo 1943 (23 anni)     |       | Athletic Bilbao |
| 2  | D    | Manuel Sanchís    | 26 marzo 1938 (28 anni)     |       | Real Madrid     |
| 3  | D    | Eladio Silvestre  | 18 novembre 1940 (25 anni)  |       | Barcellona      |
| 4  | C    | Luis del Sol      | 6 aprile 1935 (31 anni)     |       | Juventus        |
| 5  | C    | Ignacio Zoco      | 31 luglio 1939 (26 anni)    |       | Real Madrid     |
| 6  | D    | Jesús Glaría      | 2 gennaio 1942 (24 anni)    |       | Atlético Madrid |
| 7  | C    | José Ufarte       | 17 maggio 1941 (25 anni)    |       | Atlético Madrid |
| 8  | C    | Amancio           | 16 ottobre 1939 (26 anni)   |       | Real Madrid     |
| 9  | A    | Marcelino         | 29 aprile 1940 (26 anni)    |       | Real Saragozza  |
| 10 | A    | Luis Suárez       | 2 maggio 1935 (31 anni)     |       | Inter           |
| 11 | A    | Francisco Gento   | 21 ottobre 1933 (32 anni)   |       | Real Madrid     |
| 12 | P    | Antonio Betancort | 13 marzo 1938 (28 anni)     |       | Real Madrid     |
| 13 | P    | Miguel Reina      | 24 gennaio 1946 (20 anni)   |       | Córdoba         |
| 14 | D    | Feliciano Rivilla | 21 agosto 1936 (29 anni)    |       | Atlético Madrid |
| 15 | D    | Severino Reija    | 25 novembre 1938 (27 anni)  |       | Real Saragozza  |
| 16 | A    | Ferran Olivella   | 22 giugno 1936 (30 anni)    |       | Barcellona      |
| 17 | C    | Gallego           | 4 marzo 1944 (22 anni)      |       | Barcellona      |
| 18 | C    | Pirri             | 11 marzo 1945 (21 anni)     |       | Real Madrid     |
| 19 | A    | Josep Fusté       | 15 aprile 1941 (25 anni)    |       | Barcellona      |
| 20 | C    | Joaquín Peiró     | 29 gennaio 1936 (30 anni)   |       | Inter           |
| 21 | C    | Adelardo          | 26 settembre 1936 (29 anni) |       | Atlético Madrid |
| 22 | A    | Carlos Lapetra    | 29 novembre 1938 (27 anni)  |       | Real Saragozza  |

### Svizzera
Allenatore:  Alfredo Foni
| N. | Pos. | Giocatore                | Data nascita (età)          | Pres. | Squadra           |
| -- | ---- | ------------------------ | --------------------------- | ----- | ----------------- |
| 1  | P    | Karl Elsener             | 13 agosto 1934 (31 anni)    | 32    | Losanna           |
| 2  | D    | Willy Allemann           | 10 giugno 1942 (24 anni)    | 1     | Grenchen          |
| 3  | D    | Kurt Armbruster          | 16 settembre 1934 (31 anni) | 3     | Losanna           |
| 4  | C    | Heinz Bäni               | 18 novembre 1936 (29 anni)  | 7     | Zurigo            |
| 5  | D    | René Brodmann            | 25 ottobre 1933 (32 anni)   | 3     | Zurigo            |
| 6  | C    | Richard Dürr             | 1º dicembre 1938 (27 anni)  | 17    | Losanna           |
| 7  | C    | Hansruedi Führer         | 24 dicembre 1937 (28 anni)  | 6     | Young Boys        |
| 8  | C    | Vittore Gottardi         | 24 settembre 1941 (24 anni) | 0     | Lugano            |
| 9  | C    | André Grobéty            | 22 giugno 1933 (33 anni)    | 39    | Losanna           |
| 10 | A    | Robert Hosp              | 13 dicembre 1939 (26 anni)  | 11    | Losanna           |
| 11 | A    | Köbi Kuhn                | 12 ottobre 1943 (22 anni)   | 18    | Zurigo            |
| 12 | P    | Léo Eichmann             | 24 dicembre 1936 (29 anni)  | 1     | La Chaux-de-Fonds |
| 13 | A    | Fritz Künzli             | 8 gennaio 1946 (20 anni)    | 2     | Zurigo            |
| 14 | D    | Werner Leimgruber        | 2 settembre 1934 (31 anni)  | 9     | Zurigo            |
| 15 | C    | Karl Odermatt            | 17 dicembre 1942 (23 anni)  | 6     | Basilea           |
| 16 | A    | René-Pierre Quentin      | 5 agosto 1943 (22 anni)     | 7     | Sion              |
| 17 | A    | Jean-Claude Schindelholz | 11 ottobre 1940 (25 anni)   | 10    | Servette          |
| 18 | D    | Heinz Schneiter          | 12 aprile 1935 (31 anni)    | 43    | Young Boys        |
| 19 | C    | Xavier Stierli           | 29 ottobre 1940 (25 anni)   | 7     | Zurigo            |
| 20 | D    | Ely Tacchella            | 25 maggio 1936 (30 anni)    | 26    | Losanna           |
| 21 | C    | Georges Vuilleumier      | 21 settembre 1944 (21 anni) | 5     | Losanna           |
| 22 | P    | Mario Prosperi           | 4 agosto 1945 (20 anni)     | 3     | Lugano            |

### Germania Ovest
Allenatore:  Helmut Schön
| N. | Pos. | Giocatore               | Data nascita (età)          | Pres. | Squadra               |
| -- | ---- | ----------------------- | --------------------------- | ----- | --------------------- |
| 1  | P    | Hans Tilkowski          | 12 luglio 1935 (30 anni)    | 32    | Borussia Dortmund     |
| 2  | D    | Horst-Dieter Höttges    | 10 settembre 1943 (22 anni) | 13    | Werder Brema          |
| 3  | D    | Karl-Heinz Schnellinger | 31 marzo 1939 (27 anni)     | 31    | Milan                 |
| 4  | C    | Franz Beckenbauer       | 11 settembre 1945 (20 anni) | 8     | Bayern Monaco         |
| 5  | D    | Willi Schulz            | 4 ottobre 1938 (27 anni)    | 31    | Amburgo               |
| 6  | D    | Wolfgang Weber          | 26 giugno 1944 (22 anni)    | 12    | Colonia               |
| 7  | C    | Albert Brülls           | 26 marzo 1937 (29 anni)     | 23    | Brescia               |
| 8  | A    | Helmut Haller           | 21 luglio 1939 (26 anni)    | 22    | Bologna               |
| 9  | A    | Uwe Seeler              | 5 novembre 1936 (29 anni)   | 48    | Amburgo               |
| 10 | A    | Sigfried Held           | 7 agosto 1942 (23 anni)     | 4     | Borussia Dortmund     |
| 11 | A    | Lothar Emmerich         | 29 novembre 1941 (24 anni)  | 1     | Borussia Dortmund     |
| 12 | C    | Wolfgang Overath        | 29 settembre 1943 (22 anni) | 16    | Colonia               |
| 13 | A    | Heinz Hornig            | 28 settembre 1937 (28 anni) | 7     | Colonia               |
| 14 | D    | Friedel Lutz            | 21 gennaio 1939 (27 anni)   | 11    | Eintracht Francoforte |
| 15 | D    | Bernd Patzke            | 14 marzo 1943 (23 anni)     | 2     | Monaco 1860           |
| 16 | C    | Max Lorenz              | 19 agosto 1939 (26 anni)    | 7     | Werder Brema          |
| 17 | D    | Wolfgang Paul           | 25 gennaio 1940 (26 anni)   | 0     | Borussia Dortmund     |
| 18 | D    | Klaus-Dieter Sieloff    | 27 febbraio 1942 (24 anni)  | 8     | Stoccarda             |
| 19 | A    | Werner Krämer           | 26 aprile 1936 (30 anni)    | 11    | Duisburg              |
| 20 | A    | Jürgen Grabowski        | 7 luglio 1944 (22 anni)     | 3     | Eintracht Francoforte |
| 21 | P    | Günter Bernard          | 4 novembre 1939 (26 anni)   | 4     | Werder Brema          |
| 22 | P    | Sepp Maier              | 28 febbraio 1944 (22 anni)  | 1     | Bayern Monaco         |

## Gruppo C

### Brasile
Allenatore:  Vicente Feola
| N. | Pos. | Giocatore       | Data nascita (età)          | Pres. | Squadra       |
| -- | ---- | --------------- | --------------------------- | ----- | ------------- |
| 1  | P    | Gilmar          | 22 agosto 1930 (35 anni)    |       | Santos        |
| 2  | D    | Djalma Santos   | 27 febbraio 1929 (37 anni)  |       | Palmeiras     |
| 3  | D    | Fidélis         | 13 marzo 1944 (22 anni)     |       | Bangu         |
| 4  | D    | Bellini         | 7 giugno 1930 (36 anni)     |       | San Paolo     |
| 5  | D    | Brito           | 9 agosto 1939 (26 anni)     |       | Vasco da Gama |
| 6  | D    | Altair          | 21 gennaio 1938 (28 anni)   |       | Fluminense    |
| 7  | D    | Orlando Peçanha | 20 settembre 1935 (30 anni) |       | Santos        |
| 8  | D    | Paulo Henrique  | 5 gennaio 1943 (23 anni)    |       | Flamengo      |
| 9  | D    | Rildo           | 23 gennaio 1942 (24 anni)   |       | Botafogo      |
| 10 | A    | Pelé            | 23 ottobre 1940 (25 anni)   |       | Santos        |
| 11 | C    | Gérson          | 11 gennaio 1941 (25 anni)   |       | Botafogo      |
| 12 | P    | Manga           | 26 aprile 1937 (29 anni)    |       | Botafogo      |
| 13 | C    | Denílson        | 28 marzo 1943 (23 anni)     |       | Fluminense    |
| 14 | C    | Lima            | 18 gennaio 1942 (24 anni)   |       | Santos        |
| 15 | C    | Zito            | 18 agosto 1932 (33 anni)    |       | Santos        |
| 16 | A    | Garrincha       | 28 ottobre 1933 (32 anni)   |       | Corinthians   |
| 17 | A    | Jairzinho       | 25 dicembre 1944 (21 anni)  |       | Botafogo      |
| 18 | A    | Alcindo         | 16 dicembre 1945 (20 anni)  |       | Grêmio        |
| 19 | A    | Silva           | 2 gennaio 1940 (26 anni)    |       | Flamengo      |
| 20 | C    | Tostão          | 25 gennaio 1947 (19 anni)   |       | Cruzeiro      |
| 21 | A    | Paraná          | 21 marzo 1942 (24 anni)     |       | San Paolo     |
| 22 | A    | Edu             | 6 agosto 1949 (16 anni)     |       | Santos        |

### Bulgaria
Allenatore:  Rudolf Vytlačil
| N. | Pos. | Giocatore            | Data nascita (età)          | Pres. | Squadra         |
| -- | ---- | -------------------- | --------------------------- | ----- | --------------- |
| 1  | P    | Georgi Naydenov      | 21 dicembre 1931 (34 anni)  |       | CSKA Sofia      |
| 2  | D    | Aleksandăr Šalamanov | 4 settembre 1941 (24 anni)  |       | Slavia Sofia    |
| 3  | D    | Ivan Vutsov          | 14 dicembre 1939 (26 anni)  |       | Levski Sofia    |
| 4  | D    | Boris Gaganelov      | 7 ottobre 1941 (24 anni)    |       | CSKA Sofia      |
| 5  | D    | Dimităr Penev        | 12 luglio 1945 (20 anni)    |       | CSKA Sofia      |
| 6  | D    | Petar Zhekov         | 10 ottobre 1944 (21 anni)   |       | Beroe           |
| 7  | C    | Dinko Dermendzhiev   | 2 giugno 1941 (25 anni)     |       | Botev Plovdiv   |
| 8  | C    | Stojan Kitov         | 27 agosto 1938 (27 anni)    |       | Spartak Sofia   |
| 9  | A    | Georgi Asparuhov     | 4 maggio 1943 (23 anni)     |       | Levski Sofia    |
| 10 | A    | Dobromir Žečev       | 12 novembre 1942 (23 anni)  |       | Spartak Sofia   |
| 11 | A    | Ivan Kolev           | 1º novembre 1930 (35 anni)  |       | CSKA Sofia      |
| 12 | C    | Vasil Metodiev       | 6 gennaio 1935 (31 anni)    |       | Lokomotiv Sofia |
| 13 | A    | Dimitar Yakimov      | 12 agosto 1941 (24 anni)    |       | CSKA Sofia      |
| 14 | A    | Nikola Kotkov        | 9 dicembre 1938 (27 anni)   |       | Lokomotiv Sofia |
| 15 | D    | Dimităr Largov       | 10 settembre 1936 (29 anni) |       | Lokomotiv Sofia |
| 16 | A    | Aleksandăr Kostov    | 5 marzo 1938 (28 anni)      |       | Levski Sofia    |
| 17 | A    | Stefan Abadzhiev     | 3 luglio 1934 (32 anni)     |       | Levski Sofia    |
| 18 | C    | Evgeni Yanchovski    | 5 settembre 1939 (26 anni)  |       | Beroe           |
| 19 | D    | Vidin Apostolov      | 17 ottobre 1941 (24 anni)   |       | Botev Plovdiv   |
| 20 | C    | Ivan Davidov         | 5 ottobre 1943 (22 anni)    |       | Slavia Sofia    |
| 21 | P    | Simeon Simeonov      | 26 aprile 1946 (20 anni)    |       | Slavia Sofia    |
| 22 | P    | Ivan Deyanov         | 16 dicembre 1937 (28 anni)  |       | Lokomotiv Sofia |

### Ungheria
Allenatore:  Lajos Baróti
| N. | Pos. | Giocatore          | Data nascita (età)          | Pres. | Squadra      |
| -- | ---- | ------------------ | --------------------------- | ----- | ------------ |
| 1  | P    | Antal Szentmihályi | 3 giugno 1937 (29 anni)     | 20    | Újpest       |
| 2  | D    | Benő Káposzta      | 7 giugno 1942 (24 anni)     | 3     | Újpest       |
| 3  | D    | Sándor Mátrai      | 20 novembre 1932 (33 anni)  | 71    | Ferencváros  |
| 4  | D    | Kálmán Sóvári      | 21 dicembre 1940 (25 anni)  | 16    | Újpest       |
| 5  | D    | Kálmán Mészöly     | 16 luglio 1941 (24 anni)    | 37    | Vasas        |
| 6  | C    | Ferenc Sipos       | 13 dicembre 1932 (33 anni)  | 71    | Honvéd       |
| 7  | A    | Ferenc Bene        | 17 dicembre 1944 (21 anni)  | 17    | Újpest       |
| 8  | C    | Zoltán Varga       | 1º gennaio 1945 (21 anni)   | 3     | Ferencváros  |
| 9  | C    | Flórián Albert     | 15 settembre 1941 (24 anni) | 51    | Ferencváros  |
| 10 | A    | János Farkas       | 27 marzo 1942 (24 anni)     | 13    | Vasas        |
| 11 | A    | Gyula Rákosi       | 9 ottobre 1938 (27 anni)    | 27    | Ferencváros  |
| 12 | A    | Máté Fenyvesi      | 20 settembre 1933 (32 anni) | 76    | Ferencváros  |
| 13 | C    | Imre Mathesz       | 25 marzo 1937 (29 anni)     | 5     | Vasas        |
| 14 | C    | István Nagy        | 14 aprile 1939 (27 anni)    | 19    | MTK Budapest |
| 15 | A    | Dezső Molnár       | 2 dicembre 1939 (26 anni)   | 1     | Vasas        |
| 16 | A    | Lajos Tichy        | 21 marzo 1935 (31 anni)     | 71    | Honvéd       |
| 17 | D    | Gusztáv Szepesi    | 17 luglio 1939 (26 anni)    | 2     | Tatabánya    |
| 18 | D    | Kálmán Ihász       | 6 marzo 1941 (25 anni)      | 9     | Vasas        |
| 19 | A    | Lajos Puskás       | 3 agosto 1944 (21 anni)     | 2     | Vasas        |
| 20 | A    | Antal Nagy         | 16 maggio 1944 (22 anni)    | 3     | Honvéd       |
| 21 | P    | József Gelei       | 29 giugno 1938 (28 anni)    | 7     | Tatabánya    |
| 22 | P    | István Géczi       | 13 giugno 1944 (22 anni)    | 2     | Ferencváros  |

### Portogallo
Allenatore:  Otto Glória
| N. | Pos. | Giocatore          | Data nascita (età)          | Pres. | Squadra          |
| -- | ---- | ------------------ | --------------------------- | ----- | ---------------- |
| 1  | P    | Américo            | 6 marzo 1933 (33 anni)      |       | Porto            |
| 2  | P    | Joaquim Carvalho   | 18 aprile 1937 (29 anni)    |       | Sporting Lisbona |
| 3  | P    | José Pereira       | 15 settembre 1931 (34 anni) |       | Belenenses       |
| 4  | D    | Vicente            | 24 settembre 1935 (30 anni) |       | Belenenses       |
| 5  | D    | Germano            | 18 gennaio 1933 (33 anni)   |       | Benfica          |
| 6  | C    | Fernando Peres     | 8 gennaio 1942 (24 anni)    |       | Sporting Lisbona |
| 7  | A    | Ernesto Figueiredo | 6 luglio 1937 (29 anni)     |       | Sporting Lisbona |
| 8  | A    | João Lourenço      | 8 aprile 1942 (24 anni)     |       | Sporting Lisbona |
| 9  | C    | Hilário            | 19 marzo 1939 (27 anni)     |       | Sporting Lisbona |
| 10 | C    | Mário Coluna       | 6 agosto 1935 (30 anni)     |       | Benfica          |
| 11 | C    | António Simões     | 14 dicembre 1943 (22 anni)  |       | Benfica          |
| 12 | C    | José Augusto       | 13 aprile 1937 (29 anni)    |       | Benfica          |
| 13 | A    | Eusébio            | 25 gennaio 1942 (24 anni)   |       | Benfica          |
| 14 | C    | Fernando Cruz      | 12 agosto 1940 (25 anni)    |       | Benfica          |
| 15 | A    | Manuel Duarte      | 20 maggio 1943 (23 anni)    |       | Leixões          |
| 16 | C    | Jaime Graça        | 10 gennaio 1942 (24 anni)   |       | Vitória Setúbal  |
| 17 | D    | João Morais        | 6 marzo 1935 (31 anni)      |       | Sporting Lisbona |
| 18 | A    | José Torres        | 8 settembre 1938 (27 anni)  |       | Benfica          |
| 19 | C    | Custódio Pinto     | 9 febbraio 1942 (24 anni)   |       | Porto            |
| 20 | D    | Alexandre Baptista | 17 febbraio 1941 (25 anni)  |       | Sporting Lisbona |
| 21 | D    | José Carlos        | 22 settembre 1941 (24 anni) |       | Sporting Lisbona |
| 22 | D    | Alberto Festa      | 21 luglio 1939 (26 anni)    |       | Porto            |

## Gruppo D

### Cile
Allenatore:  Luis Álamos
| N. | Pos. | Giocatore          | Data nascita (età)          | Pres. | Squadra              |
| -- | ---- | ------------------ | --------------------------- | ----- | -------------------- |
| 1  | A    | Pedro Araya        | 23 gennaio 1942 (24 anni)   | 20    | Universidad de Chile |
| 2  | D    | Hugo Berly         | 31 dicembre 1941 (24 anni)  | 0     | Audax Italiano       |
| 3  | C    | Carlos Campos      | 14 febbraio 1937 (29 anni)  | 10    | Universidad de Chile |
| 4  | C    | Humberto Cruz      | 8 dicembre 1939 (26 anni)   | 16    | Colo-Colo            |
| 5  | D    | Humberto Donoso    | 9 ottobre 1938 (27 anni)    | 14    | Universidad de Chile |
| 6  | D    | Luis Eyzaguirre    | 22 giugno 1939 (27 anni)    | 38    | Universidad de Chile |
| 7  | D    | Elías Figueroa     | 25 ottobre 1946 (19 anni)   | 7     | Santiago Wanderers   |
| 8  | A    | Alberto Fouillioux | 22 novembre 1940 (25 anni)  | 36    | Universidad Católica |
| 9  | P    | Adán Godoy         | 26 novembre 1936 (29 anni)  | 14    | Universidad Católica |
| 10 | C    | Roberto Hodge      | 30 luglio 1944 (21 anni)    | 9     | Universidad de Chile |
| 11 | A    | Honorino Landa     | 1º giugno 1942 (24 anni)    | 23    | Green Cross Temuco   |
| 12 | C    | Rubén Marcos       | 6 dicembre 1942 (23 anni)   | 17    | Universidad de Chile |
| 13 | P    | Juan Olivares      | 20 febbraio 1941 (25 anni)  | 4     | Santiago Wanderers   |
| 14 | C    | Ignacio Prieto     | 23 settembre 1943 (22 anni) | 15    | Universidad Católica |
| 15 | C    | Jaime Ramírez      | 14 agosto 1931 (34 anni)    | 46    | Universidad de Chile |
| 16 | A    | Orlando Ramírez    | 7 maggio 1943 (23 anni)     | 11    | Universidad de Chile |
| 17 | C    | Leonel Sánchez     | 25 aprile 1936 (30 anni)    | 77    | Universidad de Chile |
| 18 | C    | Armando Tobar      | 7 giugno 1938 (28 anni)     | 29    | Universidad Católica |
| 19 | A    | Francisco Valdés   | 19 marzo 1943 (23 anni)     | 11    | Colo-Colo            |
| 20 | D    | Alberto Valentini  | 25 novembre 1938 (27 anni)  | 17    | Colo-Colo            |
| 21 | D    | Hugo Villanueva    | 9 aprile 1939 (27 anni)     | 15    | Universidad de Chile |
| 22 | A    | Guillermo Yávar    | 26 marzo 1943 (23 anni)     | 11    | Universidad de Chile |

### Italia
i calciatori della selezione italiana furono numerati secondo un rigido ordine alfabetico.
Questo si spiega l'usuale numero 2 di Roberto Anzolin poiché era solito da alcuni portieri dell'epoca indossare casacche da giocatori di movimento dal 2 all'11, e il 18 di Pizzaballa.
Allenatore:  Edmondo Fabbri
| N. | Pos. | Giocatore            | Data nascita (età)          | Pres. | Squadra    |
| -- | ---- | -------------------- | --------------------------- | ----- | ---------- |
| 1  | P    | Enrico Albertosi     | 2 novembre 1939 (26 anni)   | 10    | Fiorentina |
| 2  | P    | Roberto Anzolin      | 18 aprile 1938 (28 anni)    | 1     | Juventus   |
| 3  | A    | Paolo Barison        | 23 giugno 1936 (30 anni)    | 7     | Roma       |
| 4  | C    | Giacomo Bulgarelli   | 24 ottobre 1940 (25 anni)   | 24    | Bologna    |
| 5  | D    | Tarcisio Burgnich    | 25 aprile 1939 (27 anni)    | 12    | Inter      |
| 6  | D    | Giacinto Facchetti   | 18 luglio 1942 (23 anni)    | 21    | Inter      |
| 7  | C    | Romano Fogli         | 21 gennaio 1938 (28 anni)   | 11    | Bologna    |
| 8  | D    | Aristide Guarneri    | 7 marzo 1938 (28 anni)      | 12    | Inter      |
| 9  | D    | Francesco Janich     | 27 marzo 1937 (29 anni)     | 5     | Bologna    |
| 10 | C    | Antonio Juliano      | 26 dicembre 1942 (23 anni)  | 1     | Napoli     |
| 11 | D    | Spartaco Landini     | 31 gennaio 1944 (22 anni)   | 1     | Inter      |
| 12 | C    | Gianfranco Leoncini  | 25 settembre 1939 (26 anni) | 1     | Juventus   |
| 13 | C    | Giovanni Lodetti     | 10 agosto 1942 (23 anni)    | 12    | Milan      |
| 14 | C    | Sandro Mazzola       | 8 novembre 1942 (23 anni)   | 19    | Inter      |
| 15 | A    | Luigi Meroni         | 24 febbraio 1943 (23 anni)  | 5     | Torino     |
| 16 | A    | Ezio Pascutti        | 1º giugno 1937 (29 anni)    | 15    | Bologna    |
| 17 | A    | Marino Perani        | 27 ottobre 1939 (26 anni)   | 2     | Bologna    |
| 18 | P    | Pierluigi Pizzaballa | 14 settembre 1939 (26 anni) | 1     | Atalanta   |
| 19 | C    | Gianni Rivera        | 18 agosto 1943 (22 anni)    | 23    | Milan      |
| 20 | C    | Francesco Rizzo      | 30 maggio 1943 (23 anni)    | 2     | Cagliari   |
| 21 | D    | Roberto Rosato       | 18 agosto 1943 (22 anni)    | 12    | Torino     |
| 22 | D    | Sandro Salvadore     | 29 novembre 1939 (26 anni)  | 27    | Juventus   |

### Corea del Nord
Allenatore: Myung Rye-Hyun
| N. | Pos. | Giocatore       | Data nascita (età)         | Pres. | Squadra    |
| -- | ---- | --------------- | -------------------------- | ----- | ---------- |
| 1  | P    | Lee Chang-Myung | 2 gennaio 1947 (19 anni)   |       | Kigwancha  |
| 2  | D    | Pak Li-Sup      | 6 gennaio 1944 (22 anni)   |       | Amnokgang  |
| 3  | D    | Shin Yung-Kyoo  | 30 marzo 1942 (24 anni)    |       | Moranbong  |
| 4  | C    | Kang Bong-Chil  | 7 novembre 1943 (22 anni)  |       | 8 Febbraio |
| 5  | D    | Lim Zoong-Sun   | 16 luglio 1943 (22 anni)   |       | Moranbong  |
| 6  | C    | Im Seung-Hwi    | 3 febbraio 1946 (20 anni)  |       | 8 Febbraio |
| 7  | A    | Pak Doo-Ik      | 17 marzo 1942 (24 anni)    |       | 8 Febbraio |
| 8  | A    | Pak Seung-Zin   | 11 gennaio 1941 (25 anni)  |       | Moranbong  |
| 9  | P    | Lee Keun-Hak    | 7 luglio 1940 (26 anni)    |       | Moranbong  |
| 10 | A    | Kang Ryong-Woon | 25 aprile 1942 (24 anni)   |       | Pyongyang  |
| 11 | C    | Han Bong-Zin    | 2 settembre 1945 (20 anni) |       | 8 Febbraio |
| 12 | A    | Kim Seung-Il    | 2 settembre 1945 (20 anni) |       | Moranbong  |
| 13 | D    | Oh Yoon-Kyung   | 6 agosto 1941 (24 anni)    |       | 8 August   |
| 14 | D    | Ha Jung-Won     | 20 aprile 1942 (24 anni)   |       | 8 August   |
| 15 | A    | Yang Seung-Kook | 19 agosto 1944 (21 anni)   |       | Kigwancha  |
| 16 | C    | Li Dong-Woon    | 4 luglio 1945 (21 anni)    |       | Pyongyang  |
| 17 | C    | Kim Bong-Hwan   | 4 luglio 1939 (27 anni)    |       | Kigwancha  |
| 18 | C    | Ke Seung-Woon   | 26 dicembre 1943 (22 anni) |       | Pyongyang  |
| 19 | D    | Kim Yung-Kil    | 29 gennaio 1944 (22 anni)  |       | Pyongyang  |
| 20 | D    | Ryoo Chang-Kil  | 5 novembre 1940 (25 anni)  |       | Kigwancha  |
| 21 | C    | An Se-bok       | 29 ottobre 1946 (19 anni)  |       | Amnokgang  |
| 22 | A    | Li Chi-An       | 7 luglio 1945 (21 anni)    |       | 8 Febbraio |

### Unione Sovietica
Allenatore:  Nikolaj Morozov
| N. | Pos. | Giocatore            | Data nascita (età)          | Pres. | Squadra          |
| -- | ---- | -------------------- | --------------------------- | ----- | ---------------- |
| 1  | P    | Lev Jašin            | 22 ottobre 1929 (36 anni)   | 63    | Dinamo Mosca     |
| 2  | A    | Viktor Serebrjanikov | 29 marzo 1940 (26 anni)     | 7     | Dinamo Kiev      |
| 3  | D    | Leonīds Ostrovskis   | 17 gennaio 1936 (30 anni)   | 7     | Dinamo Kiev      |
| 4  | D    | Vladimir Ponomarëv   | 18 febbraio 1940 (26 anni)  | 16    | CSKA Mosca       |
| 5  | C    | Valentin Afonin      | 22 dicembre 1939 (26 anni)  | 10    | SKA Rostov       |
| 6  | D    | Al'bert Šesternëv    | 20 giugno 1941 (25 anni)    | 28    | CSKA Mosca       |
| 7  | C    | Murtaz Khurtsilava   | 5 gennaio 1943 (23 anni)    | 5     | Dinamo Tbilisi   |
| 8  | C    | József Szabó         | 29 febbraio 1940 (26 anni)  | 10    | Dinamo Kiev      |
| 9  | D    | Viktor Getmanov      | 4 maggio 1940 (26 anni)     | 5     | SKA Rostov       |
| 10 | D    | Vasilij Danilov      | 13 maggio 1941 (25 anni)    | 13    | Zenit Leningrado |
| 11 | C    | Igor' Čislenko       | 4 gennaio 1939 (27 anni)    | 26    | Dinamo Mosca     |
| 12 | C    | Valerij Voronin      | 17 luglio 1939 (26 anni)    | 46    | Torpedo Mosca    |
| 13 | D    | Aleksej Korneev      | 6 febbraio 1939 (27 anni)   | 4     | Spartak Mosca    |
| 14 | C    | Giorgi Sich'inava    | 15 settembre 1944 (21 anni) | 5     | Dinamo Tbilisi   |
| 15 | A    | Galimzjan Chusainov  | 27 giugno 1937 (29 anni)    | 26    | Spartak Mosca    |
| 16 | A    | Slava Met'reveli     | 30 maggio 1936 (30 anni)    | 42    | Dinamo Tbilisi   |
| 17 | A    | Valerij Porkujan     | 4 ottobre 1944 (21 anni)    | 0     | Dinamo Kiev      |
| 18 | A    | Anatoli Banişevski   | 23 febbraio 1946 (20 anni)  | 13    | Neftçi Baku      |
| 19 | A    | Ėduard Malafeeŭ      | 2 giugno 1942 (24 anni)     | 15    | Dinamo Minsk     |
| 20 | A    | Ēdoward Margarov     | 20 giugno 1942 (24 anni)    | 1     | Neftçi Baku      |
| 21 | P    | Anzor Q'avazashvili  | 19 luglio 1940 (25 anni)    | 9     | Torpedo Mosca    |
| 22 | P    | Viktor Bannikov      | 28 aprile 1938 (28 anni)    | 7     | Dinamo Kiev      |